# الدر الفائق المشتمل على أنواع الخيرات في الأذكار والدعوات (كتاب)
الدر الفائق المشتمل على أنواع الخيرات في الأذكار والدعوات، هو كتاب من تأليف عبد الرحمان الثعالبي (ت 875 هـ) عبارة عن مجلد كبير في علم التصوف.

## نبذة عن الكاتب
عبد الرحمان الثعالبي، (ت 875 هـ)، مفسر وفقيه مالكي صوفي ومتكلم على مذهب الأشاعرة. ولد بمدينة يسر موطن آبائه وأجداده الثعالبة، موقعها اليوم ضمن الجزائر، وهو أحد أعلام الأشاعرة المالكية في القرن التاسع الهجري. وقد صار رمزا لمدينة الجزائر التي أضحت تعرف بمدينة سيدي عبد الرحمان.

## وصف الكتاب
جمع الإمام عبد الرحمان الثعالبي في هذا الكتاب أحاديث شريفة عن النبي -صلى الله عليه وسلم-، ودمج فيه الذكر والدعاء مع تبيان روحهما واستخلاص معانيهما.

## المخطوطات
توجد العديدُ من المخطوطاتِ التي تم الإعتمادُ عليها في تحقيق هذا الكتابِ، مِنها:
1. مخطوط «الخزانة العامة بالرباط»: رقم 622.[8]
2. مخطوط «مكتبة مؤسسة الملك عبد العزيز بالدار البيضاء».[9]
3. مخطوط «دار الكتب الناصرية بتامكروت».[10]
4. مخطوط «جامعة أم القرى»: رقم 1-2039.[11]
5. مخطوط «جامعة الملك سعود»: رقم 3197-ز.[12]

## التحقيق
تم تحقيق مخطوط هذا الكتاب في جامعة الجزائر من طرف الدكتور «خالد بوشمة» خلال عام 2007م، ليتم نشره وتوزيعه بعد ذلك.

## الطبعات
قامت «دار جسور للنشر والتوزيع» في الجزائر بإصدار الطبعة الأولى من كتاب «الدر الفائق المشتمل على أنواع الخيرات في الأذكار والدعوات» خلال عام 2009م (1430 هـ).
ثم واصلت مؤسسة «عالم المعرفة للنشر والتوزيع» في الجزائر نشر هذا الكتاب بإصدار الطبعة الثانية منه خلال عام 2011م (1432 هـ).
هاتان الطبعتان اللتان حقق مخطوطهما الدكتور «خالد بوشمة»، جاءتا بعدد صفحات بلغ 607 صفحة من قياس 24 سم، ضمن مجلد واحد.